# Best of Both Worlds (chanson de Van Halen)
Cet article possède un paronyme, voir The Best of Both Worlds.
Albums de Van Halen
1984
(1984) OU812
(1988)
Singles de Van Halen
Love Walks In
(1986) Summer Nights
(1986)
Pistes de 5150
Summer Nights
(5) Love Walks In
(7)
Best of Both Worlds est une chanson du groupe de hard rock américain Van Halen issue de l'album 5150 sorti le 24 mars 1986, puis en single en octobre 1986.

## Contexte
La chanson évoque le regard optimiste de Sammy Hagar sur l'avenir de Van Halen (5150 est le premier album avec Hagar en tant que chanteur). Elle invite aussi à contempler la vie du bon côté, à se créer des bonnes conditions de vie,.

## Critique
Dans un article, Cash Box a déclaré que "la magie qu'Eddie Van Halen crée à travers sa guitare se renforce avec les grooves de la chanson" et a également salué la performance vocale de Sammy Hagar. Un autre article dans Billboard complimentait la "forte accroche pop et [la] philosophie hédoniste".
En 2011, la chanson a été placée n°5 sur le classement d'Ultimate Classic Rock des 10 meilleures chansons de Van Halen. Ils ont également classé la chanson comme meilleure chanson de l'album 5150.

## Interprètes
- Sammy Hagar - chant et chœurs
- Eddie Van Halen — guitare, claviers, chœurs
- Michael Anthony — basse, chœurs
- Alex Van Halen — batterie électronique

## Charts
| Charts (1986)                  | Plus haute position |
| ------------------------------ | ------------------- |
| U.S. Billboard Mainstream Rock | 12                  |